# Diapetimorpha brethesi
Diapetimorpha brethesi là một loài tò vò trong họ Ichneumonidae.